# Gastone Gambara
Gastone Gambara (ur. 10 listopada 1890 w Imoli, zm. 27 lutego 1962 w Rzymie) – włoski wojskowy, generał porucznik, żołnierz obu wojen światowych.

## Życiorys
Urodzony w Imoli, walczył w I wojnie światowej na froncie alpejskim przeciwko Austro-Węgrom. Był szefem sztabu generała Ettore Bastico podczas wojny w Etiopii. W listopadzie 1938 roku został mianowany dowódcą Corpo Truppe Volontarie, ochotniczego włoskiego korpusu ekspedycyjnego, który walczył w hiszpańskiej wojnie domowej po stronie frankistów. Był naczelnym dowódcą Legionario Cuerpo de Ejercito podczas ofensywy katalońskiej i ostatniej ofensywy hiszpańskiej wojny domowej. 30 marca jego wojska zajęły Alicante.
Podczas II wojny światowej walczył we Francji, Libii i Jugosławii, a po kapitulacji Włoch w został szefem sztabu generalnego marszałka Rodolfo Grazianiego w Republice Salo. Po wojnie komunistyczny rząd Jugosławii zażądał jego ekstradycji, aby mógł stanąć przed sądem za zbrodnie wojenne, które miał popełnić w czasie zwalczania partyzantów jugosłowiańskich, lecz władze Republiki Włoskiej odmówiły.